# Williamsburg (Kansas)
Pour les articles homonymes, voir Williamsburg.
Williamsburg est une ville américaine située dans le comté de Franklin, au Kansas. Selon le recensement de 2020, sa population est de 397 habitants.

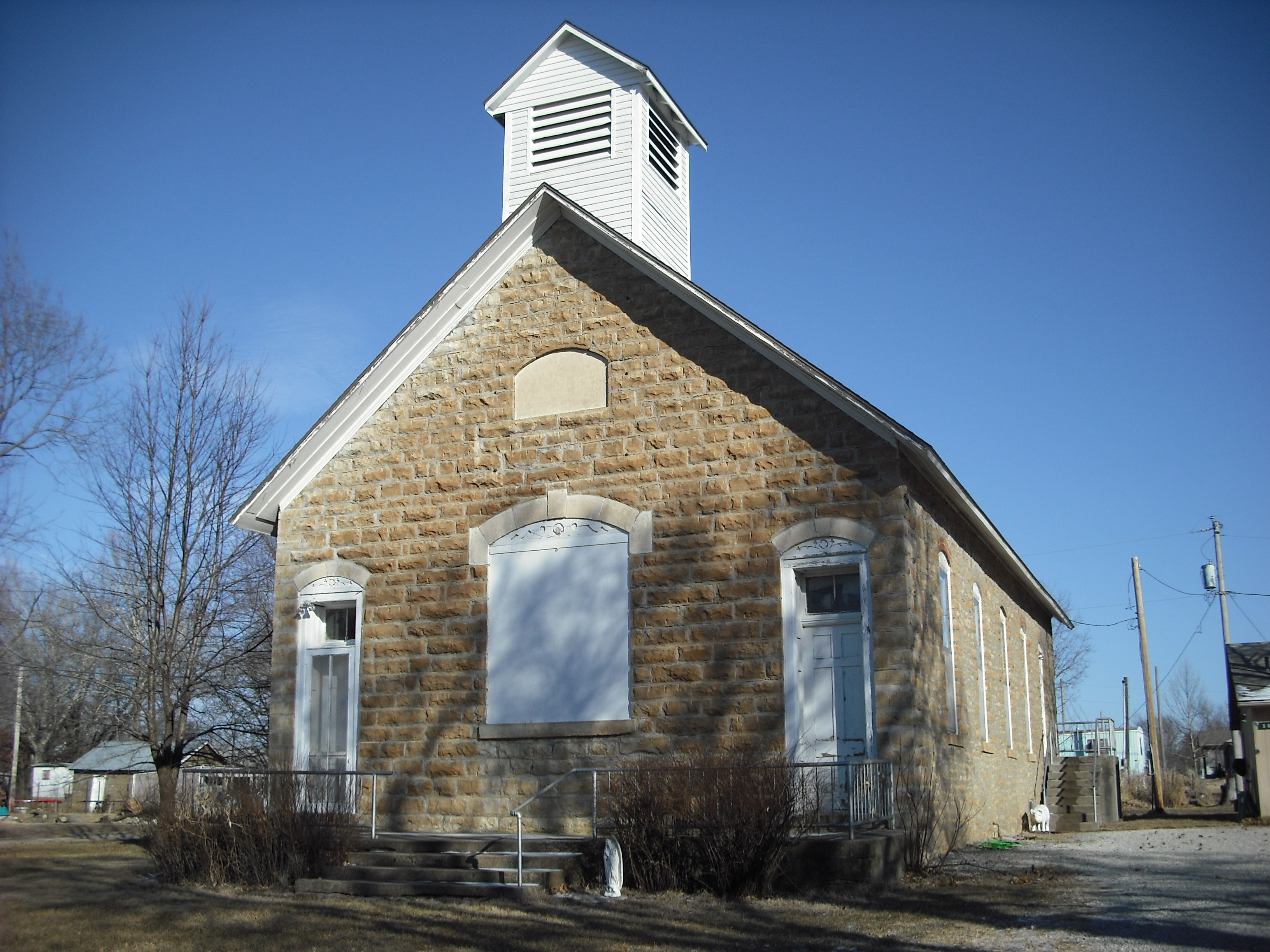
Église et musée de Williamsburg